# Aymeric Laporte
Aymeric Laporte (n. 27 mai 1994, Agen, Aquitaine, Franța) este un fotbalist francez și spaniol liber de contract, care joacă pe post de fundaș central. Pe plan internațional, are prezențe la națională pentru Franța U17⁠(d), Franța U18⁠(d), Franța U19⁠(d), Franța U21⁠(d) și Spania.
S-a născut în Franța și a adunat 51 de selecții pentru echipele Franței la diferite niveluri de vârstă. La echipa mare, a fost convocat o singură dată, însă nu a fost folosit pe teren. În 2021, după ce a primit cetățenia spaniolă și acceptul FIFA de a schimba selecționatele, a ales să evolueze pentru echipa națională a Spaniei, fiind convocat pentru EURO 2020.

## Palmares

### Club
Athletic Bilbao
- Supercopa de España: 2015

Manchester City
- Premier League: 2017–18, 2018–19, 2020–21
- FA Cup: 2018–19
- EFL Cup: 2017–18, 2018–19, 2020–21
- FA Community Shield: 2018

### Individual
- UEFA European Under-19 Championship: Team of the Tournament 2013
- La Liga Team of the Year: 2013–14
- PFA Team of the Year: 2018–19 Premier League